# 韋雷維湖

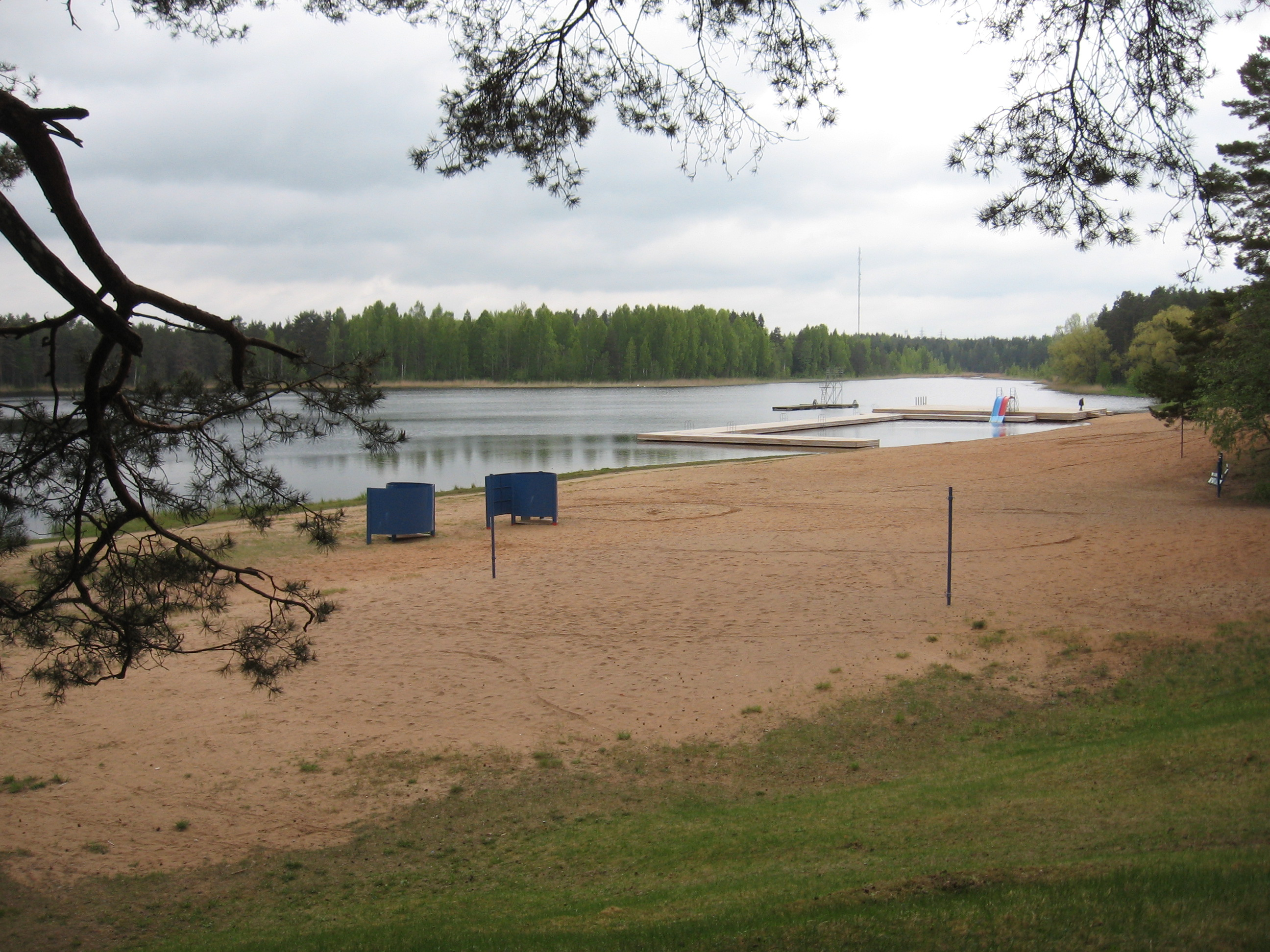
韋雷維湖

韋雷維湖是愛沙尼亞的湖泊，位於該國南部埃爾瓦西側，長0.95公里、寬0.32公里，面積0.12平方公里，海拔高度49米，湖岸線長度2.76平方公里，平均水深3.6米，最大水深11米。
58°13′52″N 26°24′20″E / 58.23111°N 26.40556°E